# 大池駅

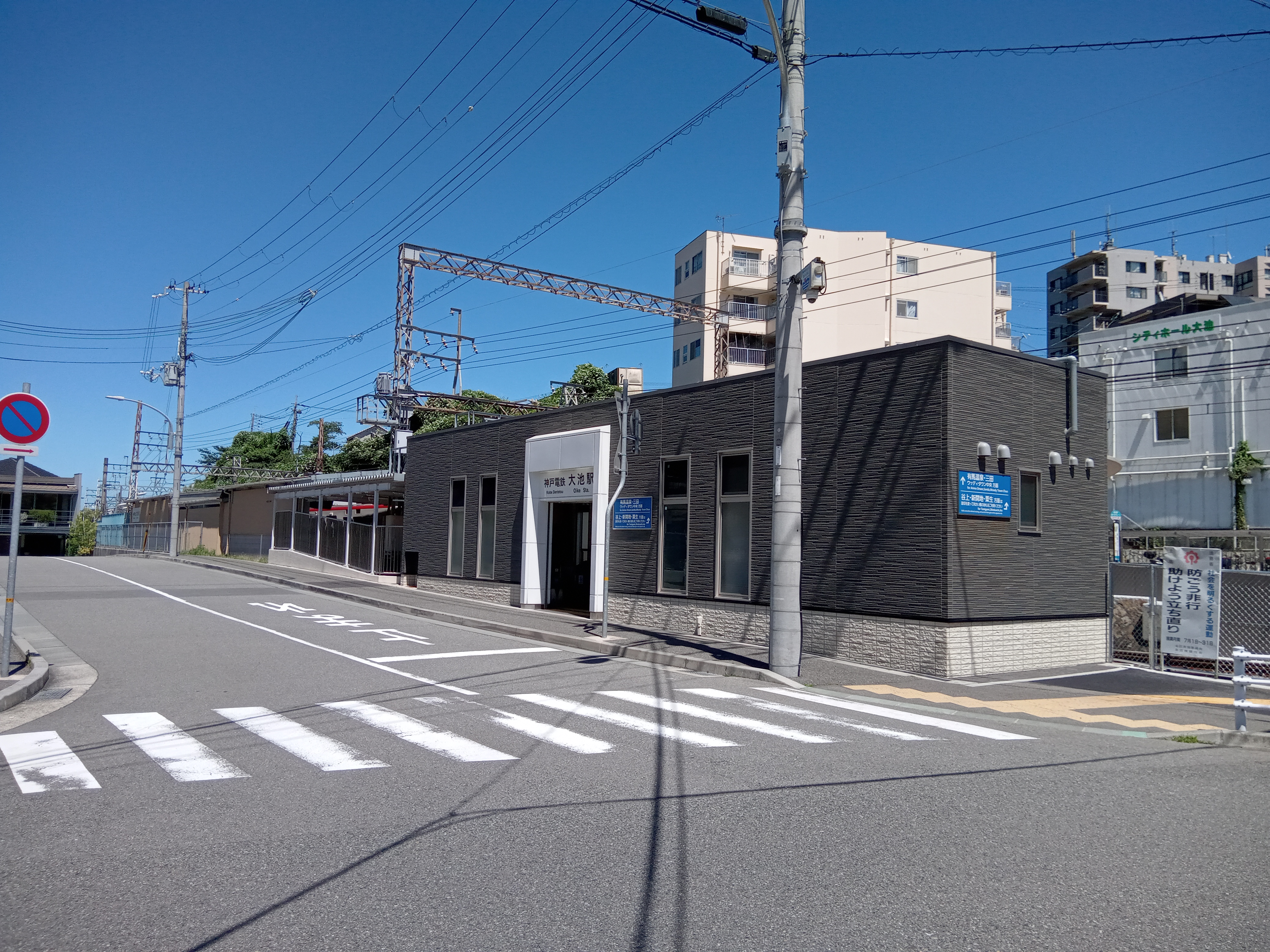
下りホーム

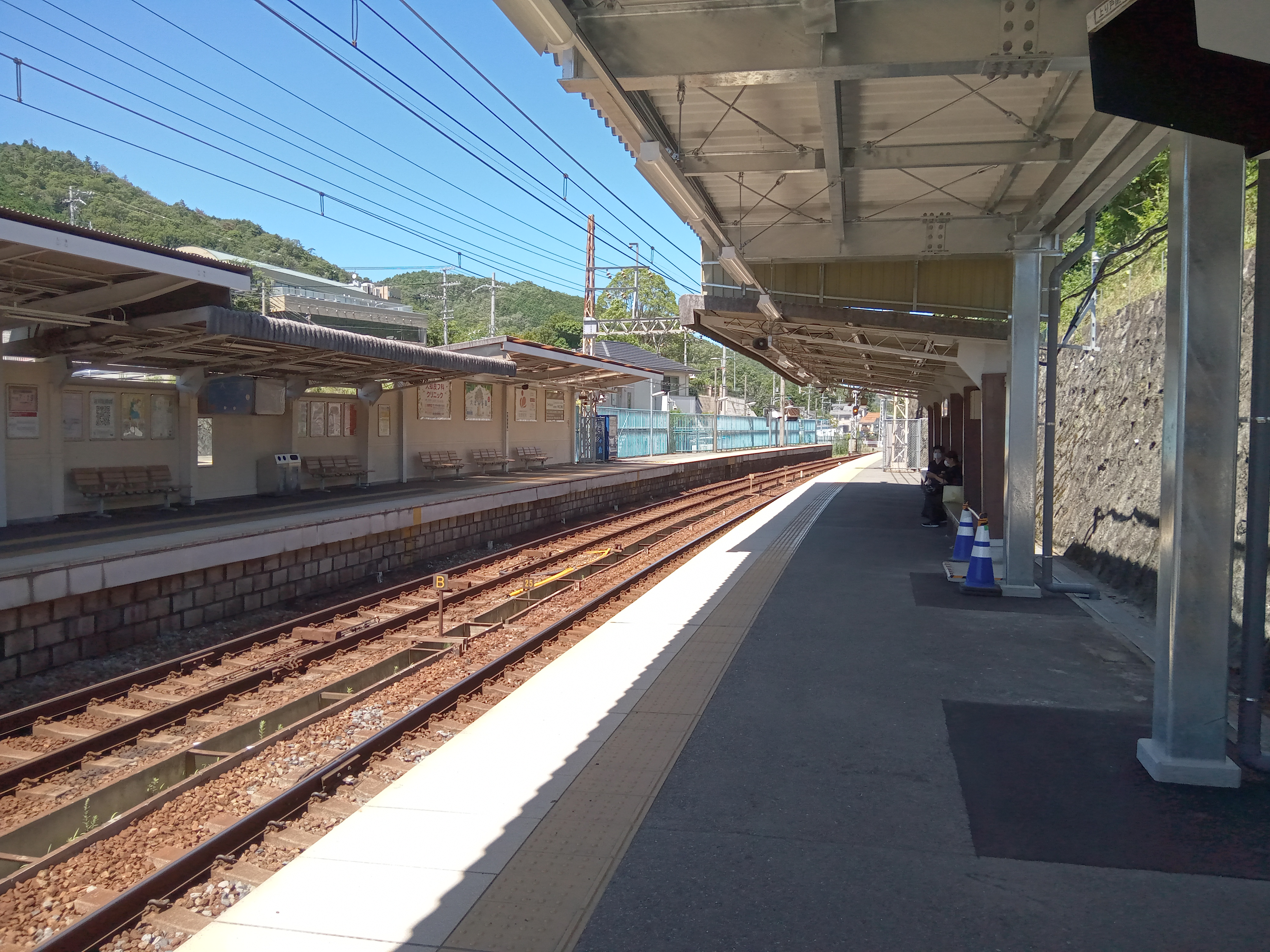
プラットホーム

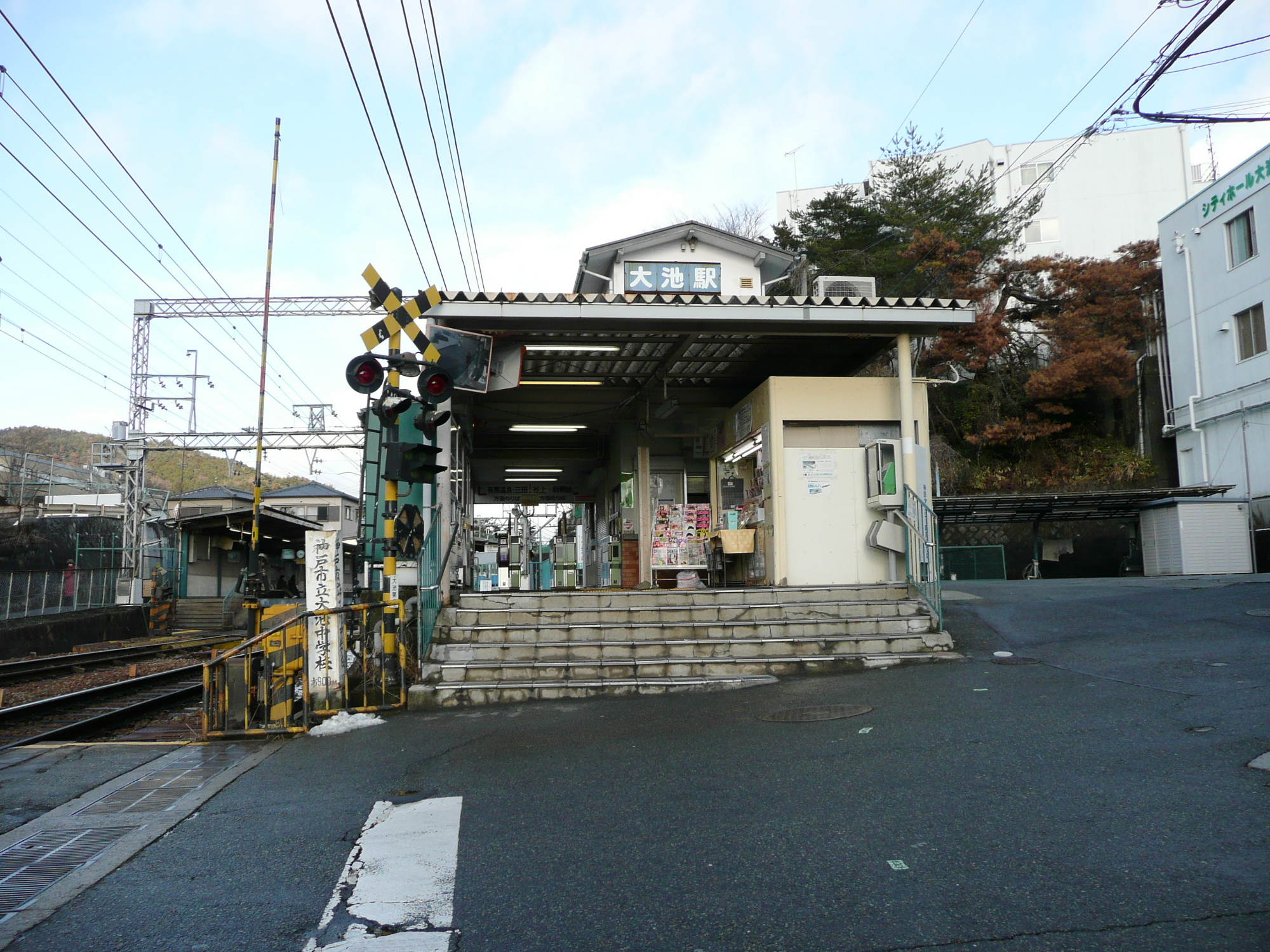
リニューアル前の大池駅

大池駅（おおいけえき）は、兵庫県神戸市北区西大池一丁目にある、神戸電鉄有馬線の駅。駅番号はKB12。標高350 m。

## 歴史
- 1928年（昭和3年）11月28日：神戸有馬電気鉄道の駅として開業[1]。
- 1947年（昭和22年）1月9日：三木電気鉄道との合併により、神有三木電気鉄道（現在の神戸電鉄）の駅となる。
- 2021年（令和3年）2月1日：下り新駅舎供用開始[4]。これに伴い構内踏切が廃止[4]。
- 2022年（令和4年）12月17日：上り新駅舎供用開始[5]。
- 2023年（令和5年）3月25日：駅前広場の供用開始[6]。

## 駅構造
相対式2面2線のホームを持つ地平駅。駅舎は上りホーム側新開地寄りにあり、下りホームへは構内踏切で連絡していたが、2021年2月1日に下りホーム側駅舎開業に伴い廃止された 。
沿線光ネットワークに接続された駅務遠隔システムが導入されている。昔は、駅舎に構内売店が設けられており、売店スタッフが一部駅業務を担当していた。

### のりば
| ホーム     | 路線   | 方向 | 行先               |
| ---------- | ------ | ---- | ------------------ |
| 下り駅舎側 | 有馬線 | 下り | 有馬温泉・三田方面 |
| 上り駅舎側 | 有馬線 | 上り | 新開地方面         |

※のりば番号は設定されていない。

## リニューアル
神戸電鉄は、神戸市との神鉄沿線リノベーションに関する連携協定に基づき、2022年から2023年にかけて、大池駅駅舎および駅前広場の改築を行った。工事は、まず下り駅舎を設置して構内踏切を廃止し、旧駅舎の東よりに上り駅舎を新設、上り駅舎竣工後に旧駅舎を解体して駅前広場を拡張する手順で行われた。2021年2月1日に下り駅舎、2022年12月17日に上り駅舎のリニューアルが竣工、2023年3月25日に駅前広場が完成し、リニューアル工事が完了した。新駅舎ではバリアフリートイレや聴覚障害者用案内端末など、バリアフリー設備の充実が図られている。
駅舎・広場の設計監理はイチバンセンの川西康之が同時期に花山駅と共に担当した。

## 利用状況
近年の1日平均乗車人員は下表のとおりである。
| 年度               | 1日平均 乗車人員 |
| ------------------ | ---------------- |
| 2007年（平成19年） | 2,079            |
| 2008年（平成20年） | 2,055            |
| 2009年（平成21年） | 1,951            |
| 2010年（平成22年） | 1,929            |
| 2011年（平成23年） | 1,855            |
| 2012年（平成24年） | 1,858            |
| 2013年（平成25年） | 1,866            |
| 2014年（平成26年） | 1,816            |
| 2015年（平成27年） | 1,798            |
| 2016年（平成28年） | 1,775            |
| 2017年（平成29年） | 1,770            |
| 2018年（平成30年） | 1,712            |
| 2019年（令和元年） | 1,669            |
| 2020年（令和02年） | 1,447            |
| 2021年（令和03年） | 1,493            |
| 2022年（令和04年） | 1,551            |

## 駅周辺
周辺は戦前に開発が始まった住宅街。駅前では、2013年頃から2017年にかけて、道路拡張に伴う区画整理が行われた。
- タクシー乗り場（上り駅舎前　神鉄タクシー）
- 大池聖天：神戸電鉄が参詣客を目論んで1940年に誘致したもの[1]。
- 兵庫県道15号神戸三田線（有馬街道）
- 神戸大池郵便局
- マックスバリュ大池店

## 隣の駅
神戸電鉄
■有馬線
■特快速
通過
■急行
花山駅 (KB11) - 大池駅 (KB12) - 唐櫃台駅 (KB14)
■準急・■普通
花山駅 (KB11) - 大池駅 (KB12) - 神鉄六甲駅 (KB13)